# Agricultural and Food Science
Agricultural and Food Science is een internationaal, aan collegiale toetsing onderworpen open access wetenschappelijk tijdschrift op het gebied van de landbouwkunde en levensmiddelentechnologie. De naam wordt in literatuurverwijzingen meestal afgekort tot Agr. Food Sci. Het wordt uitgegeven door de Scientific Agricultural Society of Finland and MTT Agrifood Research Finland. Het eerste nummer verscheen in 2002.